# I Choose
I Choose è il quarto singolo estratto dall'album Ixnay on the Hombre della band punk Offspring.
Ha raggiunto la quinta posizione nella classifica Billboard Mainstream Rock Tracks.

## Tracce[1][2]
1. I Choose
2. All I Want (Live)
3. Mota

## Video
Il video musicale fu diretto da Dexter Holland, il quale lo considera come uno dei migliori mai realizzati dal gruppo.
Ha come ambientazione un aeroporto, nel quale tutte le persone ballano, percorso da uno skater; quando la sua borsa viene controllata, i raggi X rilevano un oggetto che ticchetta. Pensando ad una bomba, la guardia di sicurezza insegue il ragazzo fin dentro un aereo, raggiungendolo e riuscendo ad aprire la borsa, che conteneva solamente un grosso orologio.
Il video della canzone è presente nel DVD Complete Music Video Collection.

## Formazione
- Dexter Holland - voce e chitarra
- Noodles - chitarra e cori
- Greg K - basso
- Chris "X-13" Higgins - percussione e cori
- Ron Welty - batteria

## Classifiche
| Classifica (1997)             | Posizione massima |
| ----------------------------- | ----------------- |
| Stati Uniti (alternative)     | 24                |
| Stati Uniti (mainstream rock) | 5                 |